# Maria Grenfell
Pour les articles homonymes, voir Grenfell.
Maria Grenfell, née en 1969 à Petaling Jaya, en Malaisie, est une compositrice australienne.
Elle est active dans les domaines de la musique orchestrale, de chambre et de la musique à l'image. Elle enseigne la composition à l'université de Tasmanie.

## Parcours
Maria Grenfell grandit à Christchurch (Nouvelle-Zélande), où elle étudie la musique à l'université de Canterbury (University of Canterbury). Elle poursuit ses études aux États-Unis, obtenant un master à l'Eastman School of Music (Rochester) puis un doctorat à l'Université de Californie du Sud (University of Southern California, Los Angeles), où elle enseigne également.
Parmi ses professeurs figurent Stephen Hartke, Erica Muhl, James Hopkins, Morten Lauridsen, Joseph Schwantner et Samuel Adler.

## Œuvres et esthétique
Son travail est influencé par des sources littéraires, visuelles et non occidentales. Elle compose pour orchestre, ensembles de chambre, voix et instruments solistes. Ses œuvres sont jouées par les principaux orchestres d'Australie et de Nouvelle-Zélande.
Parmi ses œuvres marquantes :
- Ten Suns Ablaze (2000), septuor récompensé aux Australian Art Music Awards[4]
- Spirals (2017), double concerto
- River Mountain Sky (2024), œuvre orchestrale enregistrée par le Tasmanian Symphony Orchestra

## Musique à l'image
Grenfell compose pour le cinéma documentaire :
- Quoll Farm (2020), documentaire animalier produit par ABC, enregistré avec le Tasmanian Symphony Orchestra[5]
- Living with Devils (2023), sur les diables de Tasmanie[6]

## Enseignement et mentorat
Depuis 1998, elle vit à Hobart et enseigne à l'Université de Tasmanie, où elle est professeure associée et coordinatrice du département de composition. Elle participe à des programmes de mentorat pour jeunes compositrices, notamment avec le Tasmanian Symphony Orchestra et le Sydney Conservatorium.

## Distinctions
Elle reçoit plusieurs prix :
- Jimmy McHugh Composition Prize
- Philip Neill Memorial Prize (University of Otago)
- Australian Art Music Awards – Instrumental Work of the Year (2013) pour Ten Suns Ablaze et Orchestral Work of the Year (2018) pour Spirals[4]